# 코르키아노
코르키아노(이탈리아어: Corchiano)는 이탈리아 라치오주 비테르보도에 위치한 코무네다. 고대 팔리스키인들의 거주지였고 르네상스 때는 파르네세 가문의 봉지였다.